# Вишлене
Вѝшлене или Вѝшлени е село в Югозападна България. То се намира в община Петрич, област Благоевград.

## География
Село Вишлене се намира в планински район.

## История
Селото се споменава в османски дефтер от 1570 година под името Вишани. През същата година в него живеят 56 християнски и 4 мюсюлмански домакинства.
В „Етнография на вилаетите Адрианопол, Монастир и Салоника“, издадена в Константинопол в 1878 година и отразяваща статистиката на населението от 1873 година, Вишна (Vichna) е посочено като село със 70 домакинства и 145 жители мюсюлмани.
Към 1900 г. според статистиката на Васил Кънчов („Македония. Етнография и статистика“) населението на село Вишня брои общо 250 турци.

## Население

### Етнически състав
Преброяване на населението през 2011 г.
Численост и дял на етническите групи според преброяването на населението през 2011 г.:
|                     | Численост |
| Общо                | 52        |
| Българи             | 52        |
| Турци               | 0         |
| Цигани              | 0         |
| Други               | 0         |
| Не се самоопределят | -         |
| Неотговорили        | 0         |